# Pietro Cuppari

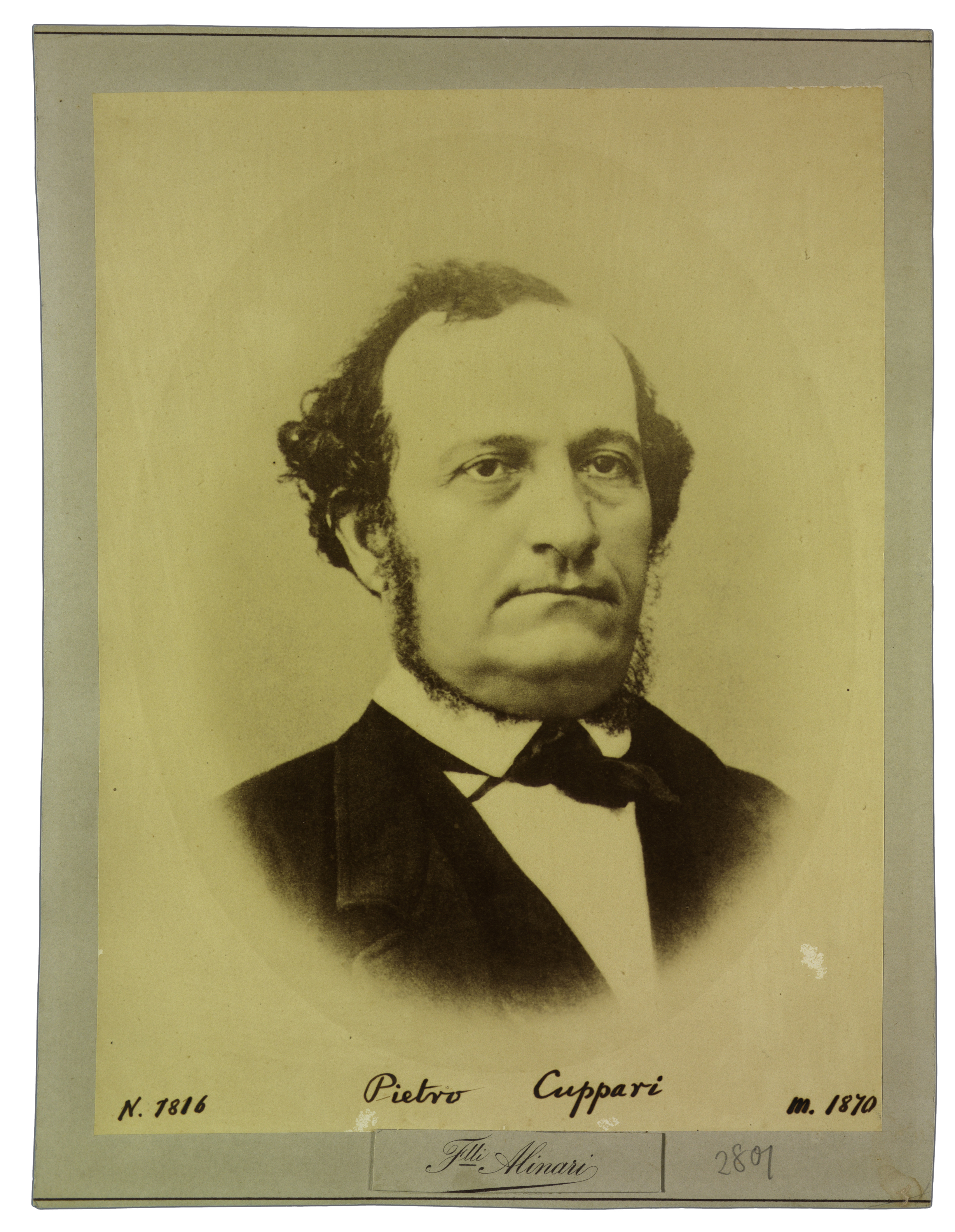
Foto di Pietro Cuppari

Pietro Cuppari (Itala, 6 maggio 1816 – Pisa, 7 febbraio 1870) è stato un agronomo italiano.

## Biografia
Laureato in medicina, fu uno degli agronomi più famosi del suo tempo. Non cessò mai in lui l'amore per la Sicilia in cui era nato, in particolare l'appoggio all'esperienza rivoluzionaria del '48. Viaggiò in Francia, Inghilterra e Austria, dove acquisì importanti cognizioni agronomiche e di meccanizzazione agricola. Rivelò in diverse occasioni alto spirito ecologico (opposizione al prosciugamento del lago Trasimeno, etc.).

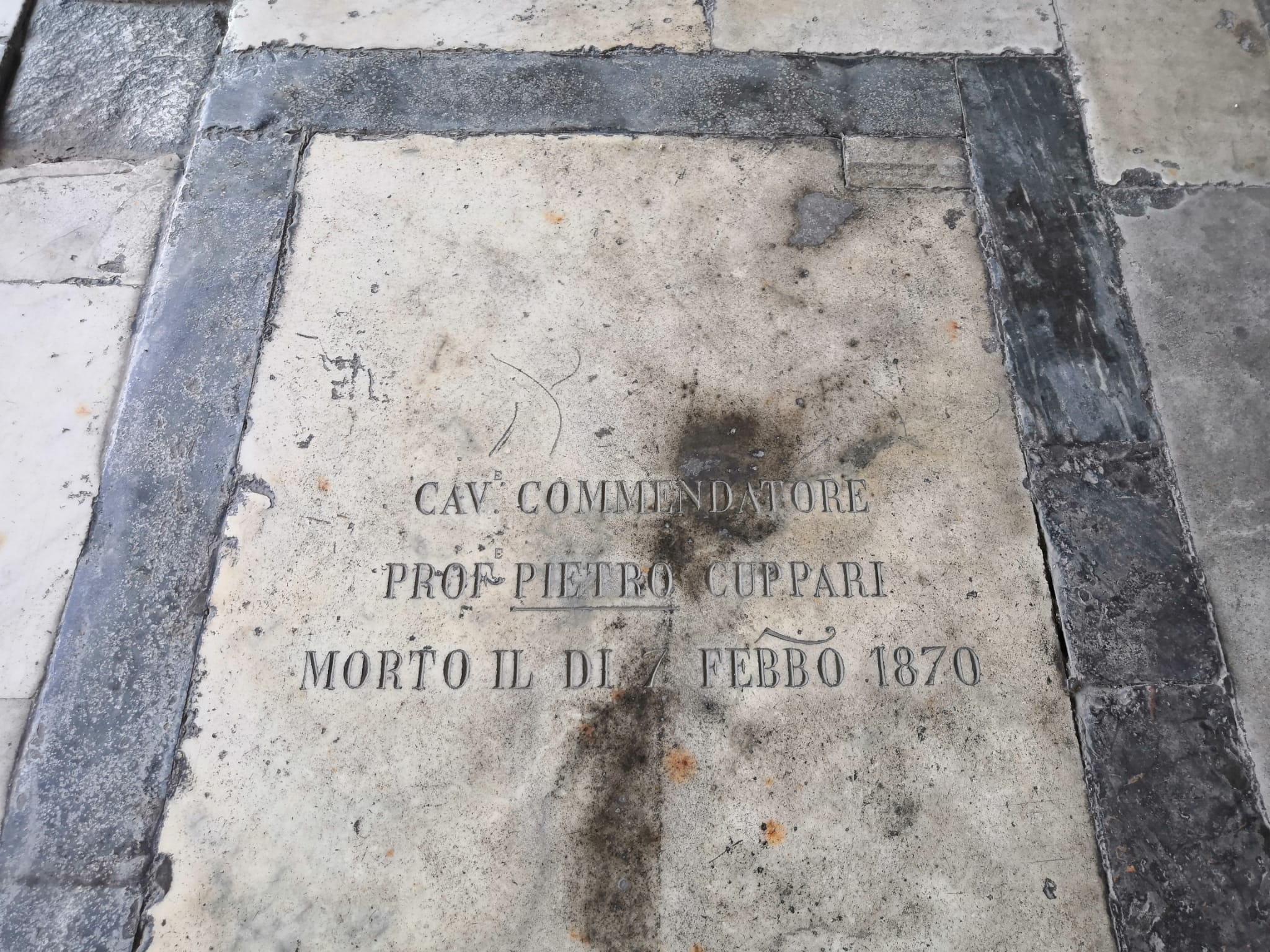
Tomba di Pietro Cuppari nel Campo Santo di Pisa

Chiamato all'Università di Pisa quale docente di agronomia e pastorizia, vi restò fino alla morte. Collaborò con le più importanti riviste agrarie italiane, compreso il giornale dell'Istituto Tecnico di Jesi, che, il 27 agosto 1883, fu intitolato al suo nome. La sua opera più famosa è il Manuale dell'agricoltore (1870), che verrà ristampato per decenni. 
Era padre dell'ingegnere Giovanni Cuppari.
È sepolto nel Campo Santo di Pisa.

## Opere

Intorno alla rotta d'Arno avvenuta a San Casciano (1856)

- Considerazioni sopra il lavoro degli aratri. P. Cuppari - Giornale dell'ingegnere, architetto ed agronomo (1866 ott, Volume 14, Fascicolo), su emeroteca.braidense.it.
- Morte di Loiseleur des Longchamps - Giornale agrario lombardo-veneto e continuazione degli annali universali di tecnologia, di agricoltura, di economia rurale e domestica, di arti e mestieri (1849 ott, Serie 3, Volume 2, Fascicolo 10), su emeroteca.braidense.it.
- Principii fondamentali del miglioramento delle razze animali. Prof. Cuppari - Giornale dell'ingegnere, architetto ed agronomo (1863 lug, Volume 11, Fascicolo), su emeroteca.braidense.it.
- Intorno alla rotta d'Arno avvenuta a San Casciano nel piano di Pisa il dì 16 febbraio 1853, Firenze, coi tipi di Cellini, 1856.